# Spartacus (televisiefilm)
Spartacus is een Amerikaanse televisiefilm, gebaseerd op de gelijknamige roman van Howard Fast. De film is geproduceerd door USA Network Pictures en uitgebracht door USA Cable Entertainment LLC en Universal Home Entertainment. De regie was in handen van Robert Dornhelm.

## Verhaal
Het verhaal van de film wordt door een vrouw verteld aan haar jonge zoon (zij blijken later de vrouw en zoon van Spartacus te zijn). Ze vertelt hem hoe Spartacus als kind werd gevangen door de Romeinen en verkocht als slaaf. Als volwassene wordt hij geronseld voor een gladiatorschool. Op een dag kan hij echter met succes een opstand ontketenen onder de gladiatoren. Samen brengen ze een leger op de been van slaven en beginnen terug te vechten tegen de Romeinen. Aanvankelijk behalen ze overwinningen, maar de Romeinen slaan steeds harder terug en bovendien ontstaat er binnen het slavenleger onenigheid. Uiteindelijk wordt de opstand neergeslagen en sterft Spartacus op het slagveld.

## Rolverdeling
- Goran Višnjić - Spartacus
- Alan Bates - Antonius Agrippa
- Angus Macfadyen - Marcus Crassus
- Rhona Mitra - Varinia
- Ian McNeice - Lentulus Batiatus
- Paul Kynman - Crixus
- Paul Telfer - Gannicus
- James Frain - David
- Henry Simmons - Draba
- Ross Kemp - Cinna
- Ben Cross - Titus Glabrus, gebaseerd op Gaius Claudius Glaber
- Niall Refoy - Publius Maximus, gebaseerd op Publius Varinius
- George Calil - Pompey Magnus
- Richard Dillane - Julius Caesar

## Achtergrond
De film gebruikt grotendeels dezelfde plot, kostuums en locaties als de eerste film uit 1960. Wel is het verhaal in deze film meer in overeenstemming met dat van de historische Spartacus.

## Prijzen en nominaties
In 2005 won Spartacus een VES Award voor Outstanding Created Environment in a Live Act on Broadcast Program. De film werd voor nog een VES Award genomineerd in de categorie Outstanding Supporting Visual Effects in a Broadcast Program.
De film werd tevens genomineerd voor:
- Een ASC Award voor Outstanding Achievement in Cinematography in Movies of the Week/Mini-Series'/Pilot for Basic or Pay TV
- Een Artios Award voor Best Casting for TV Miniseries'
- Een Emmy Award voor Outstanding Sound Editing for a Miniseries, Movie or a Special
- Twee Golden Reel Awards